# Capitols de Washington
Les Capitols de Washington (Washington Capitols en anglais) sont une équipe de basket-ball de NBA disparue en 1951.

## Historique
De 1946 en 1949, elle fit partie de la BAA (future NBA), puis de la NBA lors des saisons 1949-1950 et 1950-1951. L'équipe a été dissoute en cours de saison le 9 janvier 1951.
Durant ces cinq saisons, l'équipe accéda quatre fois aux play-offs.
Bilan total : 157-114 (57,9 %)
Meilleure saison : 49-11 (1946-47)
Pire saison : 10-25 (1950-51)
La NBA fut de retour dans la ville en 1974 avec les Bullets de Washington, ancien nom des Wizards de Washington.

## Entraineurs successifs
L'équipe a eu trois entraîneurs :
- Red Auerbach 1946-1949, le futur légendaire entraîneur des Celtics de Boston.
- Bob Feerick 1949-1950
- Bones McKinney 1950-1951